# Gobiocichla
Genre
Gobiocichla est un genre de poissons Perciformes  qui appartient à la famille des Cichlidae.

## Liste des espèces
Selon FishBase (1 Fev. 2016) :
- Gobiocichla ethelwynnae Roberts, 1982
- Gobiocichla wonderi Kanazawa, 1951